# گویم (بورکینافاسوی)
گویم شهری در شهرستان ناندیالا در استان بولکیمده در بورکینافاسوی غربی مرکزی است جمعیت آن ۱۹۴۹ نفر است.